# Храм Святителя Игнатия Мариупольского (Донецк)
Храм Святителя Игнатия Мариупольского — православный храм при Донецком металургическом заводе в Донецке. Освящён в честь Игнатия Мариупольского, митрополита Готфейского и Кафайского, основателя Мариуполя.

## История
Место под строительство храма на территории завода было освящено в феврале 2003 года. В апреле 2003 года был заложен фундамент храма. В июне 2003 года построена основа здания и установлен купол с крестом.
Колокола для звонницы отливали работники литейного цеха Донецкого металлургического завода. Звон и оформление колоколов на всеукраинском конкурсе были отмечены хорошими оценками.
Открытие и торжественное освящение состоялись 17 июля 2003 года (храм был построен за 5 месяцев).
В 2007 году была завершена роспись стен. К храму с алтарной стороны в 2007 году сделали пристройку, в которой разместятся ризница и пономарка.
В 2011 году в честь Дня металлурга, 8-летия со дня освящения храма Святителя Игнатия Мариупольского, 10-летия создания на заводе участка литья колоколов, 140-летия завода был изготовлен прорезной колокол и установлен возле храма. Колокол изготовлен на Донецком металлургическом заводе и является уникальным, так как прорезных колоколов, то есть колоколов с отверстиями в них, до сего момента было изготовлено только три: колокол 1588 года, работы неизвестного мастера; колокол 1687 года, изготовленный Дмитрием Моториным; колокол 2010 года, изготовленный мастерами из Москвы. Донецкий колокол изготовлялся в течение двух с половиной месяцев. На нём изображены четыре иконы: Казанской Божьей Матери, Николая Чудотворца, архистратига Михаила и Воскресения Господня. Внизу колокола расположена надпись «Господи, помилуй, спаси и сохрани металлургов донецких». С четырёх сторон выполнены прорезные кресты. Колокол изготовлен из колокольной бронзы, вес — 388 кг, высота — 84 см, диаметр — 80 см.
16 февраля 2012 года в нижнем этаже храма открылся филиал музея истории Донецкого металлургического завода, который посвящён Игнатию Мариупольскому.архитектор Ильин С А
Община храма с 2004 года издаёт приложение к газете «Металлург» под названием «Игнатьевский благовест». В заголовке приложения изображен Храм Святителя Игнатия Мариупольского.

## Настоятели
Настоятель — Георгий Гуляев (с 2005 года).